# Pertinax (keizer)
Publius Helvius Pertinax (126-193) was gedurende 87 dagen keizer van Rome, van 31 december 192 - 28 maart 193. Hij was een integere keizer, die slachtoffer werd van een diep gewortelde, van zijn voorganger geërfde corruptie. Hij is ook een voorbeeld van iemand die van de meest bescheiden positie op eigen kracht opklom tot het hoogste ambt in het Romeinse Rijk.

## Leven[1]
Pertinax werd op 1 augustus 126 geboren in Alba Pompeia in Liguria. Hij was de zoon van vrijgelatene Helvetius Successus. Zijn vader had na zijn vrijlating een school opgericht. Pertinax werkte oorspronkelijk ook in het onderwijs. Hij was grammaticus (leraar in de grammatica), Op latere leeftijd besloot hij een poging te doen om een meer uitdagende baan te verkrijgen. Hierin slaagde hij. Op aanbeveling van de vroegere meester van zijn vader kreeg hij een aanstelling als prefect bij een cohort.
In de Parthische Oorlog die volgde was Pertinax in staat om zich te onderscheiden. Dit resulteerde in een reeks van promoties. Tijdens het bewind van Marcus Aurelius werd hij benoemd tot senator. Na een periode in Britannia (als militaire tribuun van Legio VI Victrix) en aan de Donau, diende hij als procurator in Dacia. Hij leed een tegenslag toen hij tijdens het bewind van Marcus Aurelius het slachtoffer van een hofintrige werd. Kort daarna werd hij echter teruggeroepen om Claudius Pompeianus in de Marcomannenoorlog te assisteren. In 175 werd hij tot suffect-consul benoemd. Tot 185 was Pertinax gouverneur van de provincies Opper- en Neder-Moesia, Dacia, Syria en ten slotte gouverneur van Britannia. In 192 was hij consul en prefect van Rome.

## Keizerschap
Toen Commodus' gedrag in het begin van de jaren 190 steeds onvoorspelbaarder werd, ontstonden plannen om hem uit de weg te ruimen. Sommigen gaan ervan uit dat Pertinax betrokken was bij de samenzwering die op 31 december 192 uiteindelijk tot de moord op Commodus leidde. Andere bronnen beweren echter dat Pertinax met tegenzin de keizerlijke titel aanvaardde. De samenzwering werd uitgevoerd door de pretoriaanse prefect Quintus Aemilius Laetus, Commodus' minnares Marcia en zijn kamerheer Eclectus. Nadat de eigenlijke moord, vermoedelijk door de atleet Narcissus, in de avonduren van 31 december, was gepleegd, werd Pertinax, die op dat moment het ambt van Praefectus urbi (stadsprefect) bekleedde, met grote haast naar de barakken van de pretoriaanse garde gebracht. Diezelfde avond nog werd bekendgemaakt dat Pertinax tot keizer was benoemd.
Zijn korte regeerperiode van bijna drie maanden (86 dagen) was zeer ongemakkelijk. Hij probeerde het rechtschapen beleid van Marcus Aurelius opnieuw in te voeren. Het corrupte regime van Commodus kon echter niet zo snel ongedaan worden gemaakt. De zeden waren in de twaalf jaar sinds de dood van Marcus Aurelius aanzienlijk verruwd. Pertinax werd vanuit vele kanten met tegenwerking geconfronteerd.
De pretoriaanse garde had zich schoorvoetend aan Pertinax onderworpen. De meesten van hen waren beducht voor de strengheid van de oude tucht die Pertinax wilde herstellen, en verlangden heimelijk terug naar de losbandigheid die onder Commodus mogelijk was gemaakt. Reeds binnen enkele dagen, op 3 januari, probeerden enkelen van hen een coup te plegen, door een adellijke senator het keizerlijke purper aan te bieden. Deze weigerde echter.
Antieke schrijvers vertellen in detail hoe de pretoriaanse garde een royaal donativum ter ere van de troonsbestijging van Pertinax verwachtte. Toen zij in het betaalde bedrag teleurgesteld waren, lieten zij hun ongenoegen op dusdanige wijze merken dat Pertinax zich gedwongen voelde om hun meer geld te bieden. Om hieraan te komen ging hij over tot de openbare verkoop van de waardevolle eigendommen van Commodus. Ook de concubines en schandknapen, die Commodus er voor zijn seksuele genoegens op na hield, werden verkocht.
Pertinax was intussen met de beste bedoelingen aan het werk gegaan om de corruptie uit te bannen. Hij deed een poging om de Alimenta te hervormen. Pertinax revalueerde de Romeinse munt dramatisch. De mate van zuiverheid van de denarius steeg van 74% tot 87% - terwijl het absolute zilvergewicht van een denarius van 2,22 gram tot 2,75 gram steeg.
Een tweede mislukte coup volgde begin maart. Een van de mislukte coupplegers, consul Sosius Flaco, werd gearresteerd. Pertinax pleitte echter voor zijn leven uit respect voor het senatorschap.
Het grootste gevaar kwam echter van de pretoriaanse garde, die nog steeds ontevreden was over de manier waarop de troonopvolging had plaatsgevonden. Op 28 maart 193 was Pertinax in zijn paleis bezig toen, volgens de Historia Augusta, een contingent van ongeveer driehonderd soldaten van de pretoriaanse garde de poorten forceerde. Antieke bronnen suggereren dat zij slechts de helft van het aan hun beloofde donativum hadden ontvangen. Noch de paleiswacht, noch de ambtenaren van de keizerlijke huishouding kozen ervoor om hen te weerstaan. Pertinax stuurde Laetus om hen te ontmoeten, maar Laetus koos de kant van de opstandige leden van de pretoriaanse garde en keerde zich van de keizer af.
Hoewel hij geadviseerd werd te vluchten, probeerde de 66-jarige keizer toch met hen in gesprek te komen. Deze tactiek was bijna succesvol. Een van de soldaten viel hem echter plotseling met zijn zwaard aan. Dat werd hem fataal. Pertinax moet zich van het gevaar bewust zijn geweest toen hij het purper aanvaardde, aangezien hij tot dan toe had geweigerd had om zowel zijn vrouw als zijn zoon keizerlijke titels toe te kennen. Op die wijze beschermde hij hen in geval dat hij vermoord zou worden.

## Nasleep: burgeroorlog en vergoddelijking
De pretoriaanse bewakers probeerden nu een zo hoog mogelijke prijs (donativum) van de nieuwe keizer los te krijgen. Daartoe speelden zij twee kandidaten tegen elkaar uit. De invloedrijke senator Didius Julianus bood het meest en werd de nieuwe keizer. Waarschijnlijk heeft Julianus zijn ambitie betreurd. Zijn troonsbestijging lokte in het voorjaar van 193 een korte burgeroorlog uit die gewonnen werd door Septimius Severus, de gouverneur van de provincie Opper-Pannonia. Didius Julianus werd op 2 juni 193 onthoofd. Het zou echter nog tot 197 duren voordat Severus met de laatste van de twee andere aspirantkeizers, Clodius Albinus had afgerekend. In 194 was Severus er al wel in geslaagd om Pescennius Niger uit te schakelen.
Na zijn intrede in Rome erkende Septimius Pertinax als een legitieme keizer. Hij liet de soldaten die hem hadden vermoord executeren. Hij gebood de Senaat om Pertinax te vergoddelijken en hem een staatsbegrafenis te geven.. Ook nam hij de naam, Pertinax op als onderdeel van zijn eigen naam. Nog enige tijd na zijn dood werden er te zijner gedachtenis op Pertinax' verjaardag en op de dag dat hij tot keizer werd verheven spelen georganiseerd.

## Latere culturele invloed
In zijn boek, De vorst bekritiseerde Machiavelli de stijl waarmee Pertinax leiding gaf. Weliswaar leek Machiavelli de hebzucht en losbandigheid van de pretorianen af te keuren, hij schreef tevens dat het vriendelijke en beleefde gedrag van de keizer voor iemand in diens functie onverstandig was. De pretoriaanse garde had hier alleen maar haat en minachting voor.
In Romanitas, een fictieve alternatieve geschiedenis roman van Sophia McDougall is het bewind van Pertinax het moment van divergentie, het moment waarop de fictieve geschiedenis afwijkt van de werkelijke geschiedenis. In de geschiedenis zoals beschreven in de roman wordt het complot tegen Pertinax gedwarsboomd. Pertinax wordt niet vermoord, maar introduceert vervolgens een reeks van hervormingen, die het Romeinse Rijk in zodanige mate consolideert, dat het in de 21e eeuw nog steeds een belangrijke macht zou zijn.

## Voetnoten
1. ↑  Zijn carrière voordat hij keizer werd wordt beschreven in de (niet al te betrouwbare) Historia Augusta. Dit verhaal wordt echter op veel plaatsen door bestaande inscripties bevestigd.
2. ↑  Cassius Dio, LXIV 3.
3. ↑  Historia Augusta, Pertinax 1.1.
4. 1 2 3  A. Canduci, Triumph and Tragedy: The Rise and Fall of Rome's Immortal Emperors, St Leonards, 2010, p. 50.
5. ↑  Historia Augusta, Pertinax 1.6.
6. ↑  Historia Augusta, Pertinax 2.1.
7. 1 2  A. Birley, The Roman government of Britain, Oxford, 2005, p. 173.
8. ↑  Historia Augusta, Pertinax 2.4.
9. ↑  Cass. Dio, LXXIV 3.
10. ↑  M.L. Meckler, art. Pertinax (192-193 A.D.), in DIR (1997).
11. ↑  Artikel van Historia, hierbij de antieke referentie van Dio Cassius aanhalend.
12. 1 2  A. Bowman - A. Cameron - P. Garnsey (edd.), The Cambridge Ancient History. XII. The Crisis of Empire. AD 193–337, 2005², p. 1.
13. ↑  E. Gibbon, The History of the Decline and Fall of the Roman Empire, hfdst. 4.
14. ↑  E. Gibbon, Herfsttij en Ondergang van het Romeinse Rijk, hfdst. 4.
15. ↑  A. Bowman - A. Cameron - P. Garnsey (edd.), The Cambridge Ancient History. XII. The Crisis of Empire. AD 193–337, 2005², p. 2.
16. ↑  Cass. Dio, LXXIV 5, Historia Augusta, Pertinax 7.8.
17. ↑  Tulane University, "Roman Currency of the Principate". Gearchiveerd op 10 februari 2001. Geraadpleegd op 4 mei 2012.
18. ↑  Historia Augusta, Pertinax 11.1; volgens Cassius Dio waren het er tweehonderd (Cass. Dio, LXXIV 9).
19. ↑  Cass. Dio, LXXIV 8.
20. ↑  Historia Augusta, Pertinax 11.7.
21. ↑  Cass. Dio, LXXIV 10.
22. ↑  Cass. Dio, LXXIV 17.4.
23. ↑  Historia Augusta, Pertinax 15.1.
24. ↑  Historia Augusta, Pertinax 15.2.
25. ↑  Historia Augusta, Pertinax 15.5.
26. ↑  N. Machiavelli, Il Principe, hfdst. XIX.

## Antieke bronnen
- Aurelius Victor, Epitome de Caesaribus. (Engelse versie van de Epitome de Caesaribus)
- Cassius Dio, Epitome LXXIV 1-10. (Engelse vertaling)
- Scriptores Historiae Augustae, Vita Pertinacis. (Engelse vertaling)
- Herodianus, Ab excessu divi Marci II 1-5. (Engelse vertaling van boek II: 1, 2, 3, 4, 5.)
- Zosimus, Historia Nova.